# 红哺鸡竹
红哺鸡竹（学名：Phyllostachys iridescens）为禾本科刚竹属下的一个种。

## 扩展阅读
- 維基物種上的相關：红哺鸡竹